# Pee Wee Russell
Pour les articles homonymes, voir Russell et Pee Wee.
Charles Ellsworth Russell, dit Pee Wee est un clarinettiste américain de jazz né le 27 mars 1906 à Maplewood (Missouri) et mort le 15 février 1969  à Alexandria (Virginie).

## Biographie
Il joue principalement à Chicago et New York.Fit de nombreuses apparitions aux côtés de grands musiciens tels Coleman Hawkins, Ruby Braff, Dicky Wells et aussi Thelonious Monk avec qui il place de très grands solos prolongés devenus historiques bien que pas appréciés par le public de Newport ignorant.

## Discographie
leader
Impulse! Records
- 1959: Salute To Newport
- 1965: Ask Me Now!
- 1966: The College Concert
- 1967: The Spirit of '67

Other labels
- 1952: Clarinet Strut
- 1952: The Individualism of Pee Wee Russell
- 1952: Pee Wee Russell All Stars (Atlantic)
- 1953: Salute To Newport
- 1953: We're In the Money (Black Lion Records)
- 1958: Portrait of Pee Wee
- 1958: Over the Rainbow
- 1961: Swingin' With Pee Wee
- 1961: Jazz Reunion (Candid Records)
- 1962: New Groove (Columbia)
- 1964: Honey Licorice
- 1964: Gumbo

Sideman
With Thelonious Monk
- Miles and Monk at Newport (1963)
- At Newport 1963 & 1965